# Bacopa decumbens
Bacopa decumbens là một loài thực vật có hoa trong họ Mã đề. Loài này được (Fernald) F.N.Williams mô tả khoa học đầu tiên năm 1907.